# Buddy (Hund)

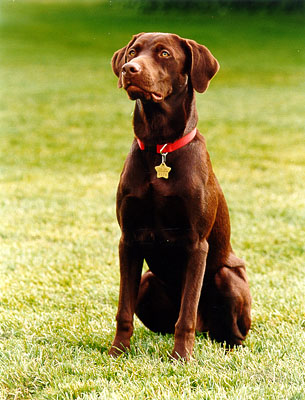
Offizielles Bild von Buddy

Buddy Clinton (geboren am 7. August 1997 in Federalsburg, Maryland; gestorben am 2. Januar 2002 in Chappaqua, New York) war ein männlicher Labrador Retriever. Er war eines von zwei Haustieren, die Bill Clinton während seiner Amtszeit als Präsident der Vereinigten Staaten besaß. Das andere Haustier war die Katze Socks.

## Leben
Bill Clinton bekam Buddy im Dezember 1997 als drei Monate alten Welpen aus Caroline County, Maryland. Dessen Name war zunächst Teddy, doch Clinton gab während einer Pressekonferenz am 16. Dezember 1997 Buddy als seinen Namen bekannt. Er benannte ihn nach seinem Großonkel Henry Oren "Buddy" Grisham, den er häufig als großen Einfluss nannte. Dieser starb den Juni vorher. Buddy verstand sich jedoch nicht gut mit Socks, deshalb mussten die beiden im Weißen Haus voneinander getrennt werden. Da dies nach Clintons Amtszeit nicht mehr möglich war, kam Socks zu Bill Clintons Sekretärin Betty Curie.
Am 2. Januar 2002 wurde Buddy überfahren, als er einem Bauarbeiter folgte, der den Hund offenbar nicht bemerkt hatte. Secret-Service-Angestellte fuhren Buddy in ein Tierkrankenhaus, wo aber nur noch sein Tod festgestellt werden konnte. Bill und Hillary Clinton waren zu dem Zeitpunkt nicht anwesend, aber es fanden umfangreiche Bauarbeiten auf ihrem Grundstück statt.

## Populärkultur
1998 veröffentlichte Hillary Clinton das Kinderbuch Dear Socks, Dear Buddy: Kids’ Letters to the First Pets. Die Einnahmen wurden gespendet. Luis Rafael Sánchez schrieb das Buch First Dog – Enthüllungen eines Präsidentenhundes, in dem es darum geht, das Buddy von FBI-Agenten entführt wurde und zum Sprechen gebracht werden soll, um in der Lewinsky-Affäre gegen sein Herrchen auszusagen.
Der Drehbuchautor Rick Cleveland verwendete Buddy als einer der Hauptcharaktere in seinem Ein-Mann-Theaterstück My Buddy Bill, in dem er von einer fiktiven Freundschaft mit Bill Clinton berichtet, die davon herrühre, dass beide Hunde mögen.